# Leidungr
Leidungr ist ein Nordic-Ritual-Folk-Projekt aus Schweden. Benannt ist es nach einem norwegischen Kriegsflotte aus dem Jahr 941. Es entstand 2010 als Nebenprojekt der Martial-Industrial-Formation Arditi. Bis 2016 war zudem Sänger Belfagor (Ofermod) Mitglied der Band.

## Diskografie

### Alben
- 2013: De nio kraftsångerna (CD, Equilibrium Music)
- 2016: Nordiska Hymner (CD/CD+LP, Trutzburg Thule)
- 2018: Vetrarblot (CD, Those Opposed Records)
- 2018: Sunnablot (CD, Those Opposed Records)
- 2021: Gryning flammar (CD, Skull Line)

### EPs
- 2012: Hell Eder Asar (EP, 7”-Vinyl, Fronte Nordico)

### Digitale Downloadalben im Eigenvertrieb
- 2018: Isablot
- 2019: Ansurblot
- 2019: Askablot
- 2019: Offerflamma
- 2020: Odainsacre
- 2020: Iwazblot
- 2020: Harbustazblot
- 2020: Hibernal Solstice
- 2021: Uarhas
- 2021: Uarhas II
- 2021: Eitrdala